# Thời kỳ tan băng Khrushchyov
Thời kỳ tan băng Khrushchyov (tiếng Nga: хрущёвская о́ттепель, chuyển tự: khrushchovskaya ottepel) nói tới thời kỳ đầu thập niên 1950 cho tới đầu thập niên 1960 khi những việc đàn áp chính trị và kiểm duyệt ở Liên Xô được nới lỏng, và hàng triệu tù nhân chính trị Liên Xô được thả ra từ các trại lao động Gulag theo như chính sách phi Stalin hóa  và chính sách chung sống hòa bình với các quốc gia khác của Nikita Khrushchev.
Việc tan băng đã được thực hiện sau cái chết của Joseph Stalin vào tháng 3 năm 1953. Khrushchev đã lên án Stalin trong "Về sùng bái cá nhân và những hậu quả của nó" tại Đại hội Đảng Cộng sản Liên Xô lần thứ 20, dẫn tới việc trục xuất những người vẫn ủng hộ Stalin trong thời gian tranh đấu giành quyền lực của ông ta ở Kremlin. Tên này được đặt theo tiểu thuyết Mùa tuyết tan hay Trời trở ấm (tiếng Nga: Оттепель; Ottepel) của nhà văn Nga Ilja Ehrenburg viết năm 1954, gây náo động dư luận vào thời đó. Những điểm nổi bật của thời kỳ tan băng Khrushchev là chuyến viếng thăm 1954 tới Bắc Kinh, Trung Quốc, năm 1955 tới Belgrade, Nam Tư (mà quan hệ đã xấu đi từ cuộc chia rẽ Tito–Stalin năm 1948), và cuộc gặp mặt sau đó với Dwight Eisenhower cùng năm, đưa tới cuộc viếng thăm của Khrushchev 1959 tại Hoa Kỳ.